# Mervyn Peake
Mervyn Laurence Peake (ur. 9 lipca 1911, zm. 17 listopada 1968) – brytyjski artysta, poeta i ilustrator, twórca m.in. cyklu powieści Gormenghast.
Pisarz zasłynął w latach 40. jako znany portrecista i jego prace do dziś dnia wiszą w Narodowej Galerii Portretów w Anglii.

## CyklGormenghast
Cyklu powieści Gormenghast opisuje życie Tytusa Groana, 77. hrabiego na zamku Gormenghast. Dzieło Peake'a porównuje się czasami do prac J.R.R. Tolkiena, choć surrealistyczne zacięcie w jego twórczości bliższe jest tendencjom jakie znajdziemy w książkach Charlesa Dickensa czy Roberta Louisa Stevensona.
Do cyklu należą powieści: Tytus Groan, Gormenghast i Tytus sam. Czwartej części, Titus Awakes, autor nie zdołał ukończyć przed śmiercią.

## Napisane powieści
- Captain Slaughterboard Drops Anchor, Country Life, 1939
- Shapes and Sounds, Chatto and Windus, 1941
- Rhymes without Reason, Eyre and Spottiswoode, 1944
- Tytus Groan (ang. Titus Groan), Eyre and Spottiswoode, 1946 (wyd. pol. Wydawnictwo Literackie 1982 w serii Fantastyka i Groza)
- Craft of the Lead Pencil, Wingate, 1946
- Letters from a Lost Uncle, Eyre and Spottiswoode, 1948
- The Drawings of Mervyn Peake, Grey Walls Press, 1949
- The Glassblowers, Eyre and Spottiswoode, 1950
- Gormenghast (ang. Gormenghast), Eyre and Spottiswoode, 1950 (wyd. pol. Wydawnictwo Literackie 1990 w serii Fantastyka i Groza)
- Mr Pye, Heinemann, 1953
- Figures of Speech, Victor Gollancz, 1954
- Boy in Darkness, Eyre and Spottiswoode, 1956
- Tytus sam (ang. Titus Alone), Eyre and Spottiswoode, 1959 (w Polsce wydane przez wydawnictwo Zysk i S-ka w 2004)
- The Rhyme of the Flying Bomb, J M Dent, 1962
- A Book of Nonsense, Peter Owen, 1972

Opracowano na podstawie źródła.

## Książki ilustrowane przez Peake'a
Opracowano na podstawie źródła.
- Ride a Cock Horse and other Nursery Rhymes, Chatto and Windus, 1940
- The Hunting of the Snark, Lewis Carroll, Chatto and Windus, 1941
- The Rime of the Ancient Mariner, S T Coleridge, Chatto and Windus, 1943
- The Adventures of the Young Soldier in Search of the Better World, E M Joad, Faber and Faber, 1943
- All This and Bevin Too, Quentin Crisp, Nicholas and Watson, 1943
- Prayers and Graces, A M Laing, Victor Gollancz, 1944
- Witchcraft in England, C Hole, Batsford, 1945
- Quest for Sita, Maurice Collis, Faber and Faber, 1946
- Household Tales, The Brothers Grimm, Eyre and Spottiswoode, 1946
- Alice’s Adventures in Wonderland, Lewis Carroll, Zephyr Press, 1946
- Dr Jekyll and Mr Hyde, R L Stevenson, The Folio Society, 1948
- Treasure Island, R L Stevenson, Eyre and Spottiswoode, 1949
- Thou Shalt not Suffer a Witch, D K Haynes, Methuen, 1949
- The Swiss Family Robinson, J D Wyss, Heirloom Library, 1950
- The Book of Lyonne, H B Drake, Falcon, 1952
- The Young Blackbird, E C Palmer, Wingate, 1953
- Alice’s Adventures in Wonderland and Through the Looking Glass, Wingate, 1954
- The Wonderful Life and Adventures of Tom Thumb, P B Austin, Radio Sweden, 1954
- Men, A Dialogue between Women, A Sander, Cresset, 1955
- More Prayers and Graces, A M Laing, Victor Gollancz, 1957
- The Pot of Gold and two other tales, A Judah, Faber and Faber, 1959
- Droll Stories, H de Balzac, Folio Society, 1961